# Plouguiel
Plouguiel (tiếng Breton: Priel) là một xã của tỉnh Côtes-d’Armor, thuộc vùng Bretagne, tây bắc Pháp.

## Dân số
Người dân ở Plouguiel được gọi là Plouguielois.